# 도요토미 쓰루마쓰

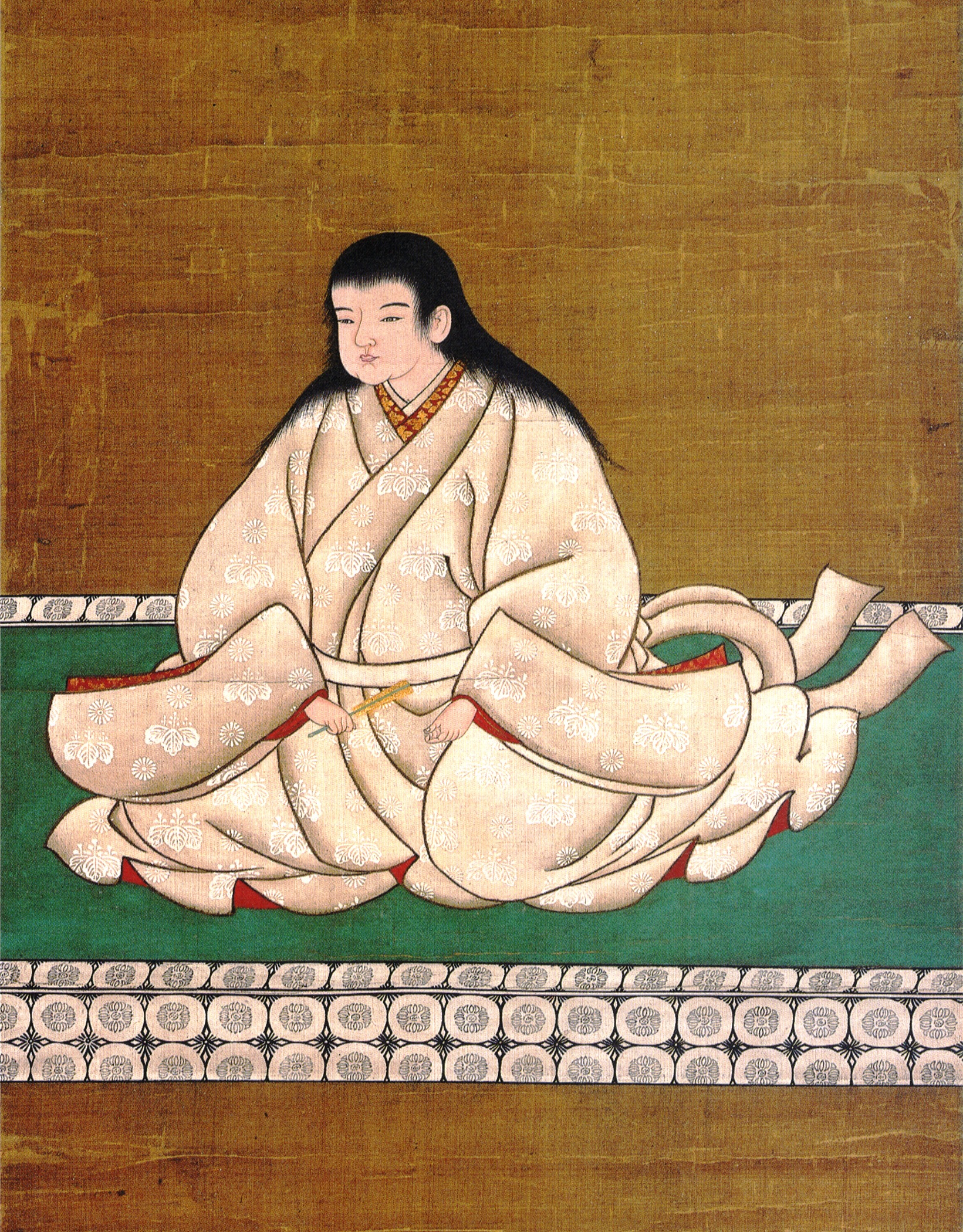
도요토미 스테마루 상 (묘신지 소장)

도요토미 쓰루마쓰(豊臣鶴松, 덴쇼 17년 음력 5월 27일(1589년 7월 9일) ~ 덴쇼 19년 음력 8월 5일(1591년 9월 22일)는 도요토미 히데요시(豐臣秀吉)의 아들이다. 어머니는 요도도노. 형제는 히데요리(秀頼). 아명은 스테(棄).

## 생애
1589년 5월 27일, 도요토미 히데요시의 장남으로 야마시로 요도 성에서 탄생한다. 이때 히데요시는 53세의 고령이었다.
친 자식을 잃었던 히데요시의 만년에 나온 자식인 만큼 나중에 대를 이을 아들로써 기대했지만 1591년에 발병하였고, 일단 한번 회복되었지만, 8월 5일 오사카성에서 겨우 3세의 나이로 병사했다.

## 관련 작품

### 드라마
- 《불멸의 이순신》(KBS, 2004년 ~ 2005년, 배우: 미상)
- 《징비록》(KBS, 2015년, 배우: 황원)

## 인물, 일화
- 히데요시의 비탄이 커, 교토 히가시 산에 쇼운지(祥雲寺, 임제종)를 세웠다. 이 절은, 도요토미 가문이 멸망한 후, 히데요시와 대립한 네고로지의 승려에게 주어져, 지샤쿠인 (智積院, 진언종)이 되었다.
- 히데요시는 쓰루마쓰가 태어난 것을 기뻐하며, 생후 4개월에 쓰루마쓰를 오사카 성에 들어오게 하여 후계자로 지명했다고 한다.
- 본디부터 약한 체질에 병약하였다고 한다.
- 히데요시는 쓰루마쓰의 병을 낫게 하기 위해 마나세 겐사쿠 등, 천하의 명의라 불리는 의사를 불러 들였고, 포르투갈 등 남만의 의사까지 불러 들였다고 한다.